# ヴァルター・フォン・リュトヴィッツ
ヴァルター・フォン・リュトヴィッツ男爵（Walther Freiherr von Lüttwitz, 1859年2月2日 - 1942年9月20日）は、ドイツの軍人。ヴァイマル共和政初期の1920年3月に発生したカップ一揆の首謀者として知られる。

## 経歴
プロイセン王国のシレジアに生まれる。1878年に士官学校に入学し軍人への道に進む。第一次世界大戦中はさまざまな旅団の司令官を務めるたのち、1914年8月2日から9月26日まで、第4軍参謀長を務めた。1914年9月26日から1915年6月28日まで第33師団を、6月29日から9月25日まで第2衛兵歩兵師団を率いた。1915年12月に第X軍団司令官に転じ、第2次シャンパーニュの戦いに参加した。同年11月に第III軍団司令官に転じた。さらに1916年8月21日「ヴィルヘルム皇太子軍集団」参謀長に就任し、ヴェルダンの戦いによる資源の消耗による軍事的影響を最小限にとどめることに成功した。1916年8月24日にプール・ル・メリット勲章を受章。1916年11月25日、リュトヴィッツは第三軍団の司令官となった。1918年の終戦後、ドイツ革命により成立した人民委員会の臨時政府により、ベルリン防衛司令官に任命された。翌年1月に発生したスパルタクス団の反乱を国防大臣グスタフ・ノスケの命令で、義勇軍を用いて鎮圧した。1919年3月、リュトヴィッツの地位は帝国軍第一軍上級司令官と改称され、1919年5月には政府が有事や戦争の際に帝国軍全軍の最高司令官に任命した。しかし、リュトヴィッツは当時からストライキの違法化、失業保険の廃止など、軍司令官の責任範囲外の政治的要求を行っていた。

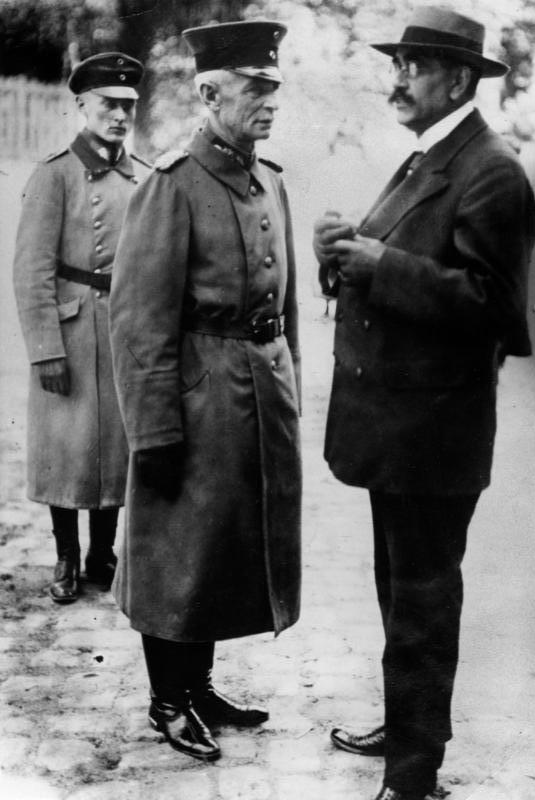
リュトヴィッツ将軍とノスケ国防大臣（1920年）

多くの軍人同様、ヴェルサイユ条約締結には反対であった。彼は、この条約の規定が軍隊の再編成期間中に崩壊を引き起こすことを懸念し、とりわけドイツが兵力を10万人に制限されること、義勇軍の解散、戦争犯罪人と見なされた900人の連合国への引き渡しに猛烈に反発した。1919年7月には早くも、リュトヴィッツはヴァイマル共和国を倒し、フリードリヒ・エーベルトの政権を倒し、軍事独裁政権を樹立する計画に加わっていた。1920年2月29日、ノスケ国防相は義勇軍の中でも勢力の強かったエアハルト海兵旅団とレーヴェンベルト海兵旅団に解散を命じたが、エアハルト海兵旅団の領袖ヘルマン・エアハルト少佐は解散を拒否。防衛司令部付きの将校の中には政府の権威を公然と否定するこのやり方に恐怖を感じる者がいて、保守政党である国家人民党および人民党の指導者を通じての調停を図ろうとした。リュットヴィッツは彼らの考えに耳を傾けたが自分の行動指針を思いとどまることはなかった。ノスケはその後、海兵旅団をリュットヴィッツの指揮下から外した。リュトヴィッツはこの命令を無視したが、部下から提案されたエーベルト大統領との会談には同意した。3月10日の夜、リュトヴィッツは部下とともにエーベルトの執務室にやってきた。エーベルトはノスケにも同席を頼んでいた。リュトヴィッツは、右派政党の要求をもとに独自の要求を加え、国民議会の即時解散、陸軍統帥部長官ヴァルター・ラインハルト将軍の解任、自らの陸軍最高司令官就任、義勇軍の解散命令撤回を要求した。エーベルトとノスケはこれらの要求を拒否した。1920年3月11日にグスタフ・ノスケ国防相によりベルリン地区司令官を更迭された。直後の3月12日深夜、前日までリュトヴィッツの指揮下にあり、解散が決まっていた義勇軍のエアハルト海兵旅団がベルリンに突入し、官庁街を占拠した。彼らの目的は，帝政の連邦制構造への回帰を伴う権威主義体制（君主制ではない）を確立することであった。リュトヴィッツはドイツ国家人民党のヴォルフガング・カップらに3月13日に政府を引き継ぐ準備をするよう求めた。カップは帝国宰相を宣言し臨時政府を樹立した。リュトヴィッツは軍隊の司令官と国防大臣を務めた。しかしこのカップ一揆は軍の司令官や帝国内の保守・君主主義グループからの支持を得たが、保守派エリート層（官僚）や民衆の支持を得られなかったため数日で失敗に終わりリュトヴィッツは17日に逃亡した。
リュトヴィッツはベルリン警察の支持者から提供されたパスポートを使用し、ザクセンに向かいその後ハンガリーに亡命し、恩赦後の1925年にドイツへ帰国した。彼はシレジアに戻り、ドイツ国家人民党（DNVP）を支持したが、政治的な活動は行わなかった。1931年にはハルツブルク戦線の創設を呼びかけ、1933年にはヴィルヘルム・フリックがナチ党（NSDAP）による権力掌握（Machtergreifung）に成功したことに祝辞を述べている。その後はブレスラウで隠棲し、1934年に著書『11月革命のための闘い』を出版した。1942年に同地で死去した。ヴァイマル共和政時代に陸軍兵務局長（参謀総長の偽装名称）を務めたクルト・フォン・ハンマーシュタイン＝エクヴォルト将軍は娘婿にあたる。

## 著書
- Im Kampf gegen die November-Revolution. Vorhut-Verlag O. Schlegel, Berlin 1934